# ロード・バーナーズ
ロード・バーナーズ（Lord Berners, 1883年9月18日 - 1950年4月19日）は、イギリスの作曲家・小説家・画家。本名は第14代バーナーズ男爵ジェラルド・ヒュー・ティアウイット＝ウィルソン(Gerald Hugh Tyrwhitt-Wilson, 14th Baron Berners)であるが、第14代バーナーズ男爵であることから、一般的にバーナーズ卿(ロード・バーナーズ)と呼ばれる。シュロップシャーのエイプリー・パーク出身。バーナーズ男爵はエドワード3世の孫のジョン・バウチャーが初代バーナーズ男爵に叙されたことから伝わる名門である。イートン・カレッジで教育を受けた後、広く世界を旅行して、1919年に爵位を継承する前は外交官として勤務した。彼は才能ある音楽家であると同時に、画家・小説家でもあり、1920年代から1930年代にかけてのイギリスの文壇で広く知られた存在だった。1939年から1945年までローマに居住し、帰国後の1950年にファリンドンで死去した。

## 音楽
作品には「3つの小品」（1918年）、「スペイン風幻想曲」（1919年）、「フーガ ハ長調」（1924年）などがある。バレエ音楽でも活躍し、「ネプチューンの凱旋」（1926）、「ルナ・パーク」（1930）などがある。晩年は歌曲や映画音楽も作曲し、映画音楽では「ニコラス・ニックルビー」（1946）で知られている。友人の作曲家にはコンスタント・ランバート、ウィリアム・ウォルトンがおり、ウォルトンは「ベルシャザールの饗宴」をバーナーズに献呈している。またバーナーズはフレデリック・アシュトンとともに作品を制作している。

## 文学
バーナーズはいくつか小説と自伝的な作品を残している。自伝の「第一の幼年期」（1934）と「遠景」（1945）はユーモラスで優しさに満ちており、小説の「ラドクリフ・ホールの少女」「鼻のロマンス」「ラクダ」などは上品な風刺にあふれた作品である。